# Planet Earth (Prince)
Planet Earth is een muziekalbum van de Amerikaanse popartiest Prince dat werd uitgebracht in 2007.
In het Verenigd Koninkrijk werd het op 15 juli uitgebracht als gratis cd bij de The Mail on Sunday. In de rest van Europa kwam hij op 19 juli in de winkels te liggen en in de Verenigde Staten op 24 juli. Het album werd door Columbia Records en Sony Music uitgebracht.

## Muziek
Het album is meer rock-georiënteerd dan zijn voorgangers en Prince werkt op het album opnieuw samen met Wendy en Lisa, leden van zijn band The Revolution uit de jaren tachtig.
Het album begint met de slepende rock-opera van het titelnummer, daarna het funkrocknummer Guitar, alvorens het jazznummer Somewhere Here on Earth het tempo er weer uit haalt. Het nummer The One U Want Wanna C, een up-tempo mengeling van rock, funk en country is het eerste nummer waar Wendy en Lisa op zijn te horen. De volgende twee nummers, Future Baby Mama en Mr. Goodnight zijn R&B-nummers. Het korte All the Midnights in the World, is een zoet musicalachtig nummer, waarna Prince verdergaat met de disco-funk van Chelsea Rodgers, waar hij de hoofdvocalen deelt met zijn achtergrondzangeres Shelby J.. Het album eindigt met twee nummers waar Wendy en Lisa weer te horen zijn; het rockachtige nummer Lion of Judah en de afsluiter Resolution, een singer-songwriter-achtig poprocknummer.

## Nummers
| 01. | Planet Earth                   | 5:51 |
| 02. | Guitar                         | 3:45 |
| 03. | Somewhere Here on Earth        | 5:45 |
| 04. | The One U Wanna C              | 4:29 |
| 05. | Future Baby Mama               | 4:47 |
| 06. | Mr. Goodnight                  | 4:26 |
| 07. | All the Midnights in the World | 2:21 |
| 08. | Chelsea Rodgers                | 5:41 |
| 09. | Lion of Judah                  | 4:10 |
| 10. | Resolution                     | 3:40 |

## Singles
De eerste single van het album is het funkrocknummer Guitar, met als B-kant Somewhere Here On Earth en werd uitgebracht op 9 juli. Het nummer Future Baby Mama is naar R&B-radiostations gestuurd. Guitar werd vooral in Europa een kleine hit. In Nederland kwam die opvallend genoeg in de Top 40 tot nummer 21, maar in de Mega Top 50 werd het met een negende plaats een bescheiden top 10-hit.
Later dat jaar werden ook nog Chelsea Rodgers en The One U Wanna C uitgebracht. Die laatste haalde nog de Nederlandse tipparade.

## The Mail on Sunday-controverse
De overeenkomst die het management van Prince had gesloten met de Britse krant de Daily Mail om het album als een cd-bijlage gratis in een oplage van 2,9 miljoen exemplaren bij de The Mail on Sunday in het Verenigd Koninkrijk uit te brengen, kwam hem op veel kritiek te staan van Britse platenwinkels. Dit resulteerde er in dat de Britse tak van Columbia Records het album niet in Britse platenwinkels uitbracht. Als oplossing zorgde bijvoorbeeld de platenketen HMV dat er exemplaren van The Daily Mail in hun Britse winkels lagen.